# Mirza Halvadzic
Mirza Halvadzic, född 15 februari 1996 i Lund, är en svensk fotbollsspelare som spelar för Linero IF.

## Biografi
Halvadzic föräldrar är från Sarajevo, Bosnien och Hercegovina och kom till Sverige 1993 respektive 1995. Han är född och uppvuxen i Klostergården, Lund och började spela fotboll i Lunds BK som femåring. Halvadzic spelade för klubben fram till 2010 då han tog steget över till Malmö FF. Han har även en tvillingbror, Bekir, som tidigare spelade i Lund BK:s U19-lag. De båda var och provtränade med Liverpool i juli 2011. Han har även två äldre systrar.

## Klubbkarriär
I juli 2014 skrev Halvadzic på ett treårskontrakt med IFK Norrköping. Halvadzic gjorde sin allsvenska debut för klubben den 10 augusti 2014 mot Helsingborgs IF (0–0), där han blev inbytt i den 89:e minuten mot Christoffer Nyman.
I augusti 2015 lånades han ut till Trelleborgs FF för resten av säsongen.
Den 11 januari 2016 meddelade IFK Norrköping att man kommit överens med Halvadzic om att bryta kontraktet i förtid. Två dagar senare presenterades Halvadzic för FK Željezničar Sarajevo från Bosnien och Hercegovina. I oktober 2016 kom Halvadzic och klubben överens om att bryta kontraktet.
I mars 2017 värvades Halvadzic av division 1-klubben Mjällby AIF, där han skrev på ett tvåårskontrakt. I december 2018 förlängde Halvadzic sitt kontrakt med ett år. Efter säsongen 2019 lämnade han klubben.
I mars 2020 skrev Halvadzic på för Lunds BK. I september 2020 gick han till bosniska Sloboda Tuzla. I februari 2021 återvände Halvadzic till Sverige för spel i Torns IF. I januari 2022 återvände han till Lunds BK.
Inför säsongen 2023 skrev Halvadzic på för division 2-klubben Kristianstad FC. I augusti 2023 gick han till BK Olympic. Efter att varit klubblös ett halvår blev Halvadzic i juli 2024 klar för en återkomst i Torns IF.
I mars 2025 gick Halvadzic till division 2-klubben Linero IF.

## Landslagskarriär
Halvadzic var med i Sveriges trupp som vann brons vid U17-världsmästerskapet i fotboll 2013. Han medverkade i samtliga sju matcher för Sverige samt gjorde ett mål och två assist. Totalt spelade han 31 landskamper och gjorde fyra mål för Sveriges U17-landslag. Han har även spelat 12 matcher samt gjort tre mål för Sveriges U19-landslag.